# Nobreza norueguesa

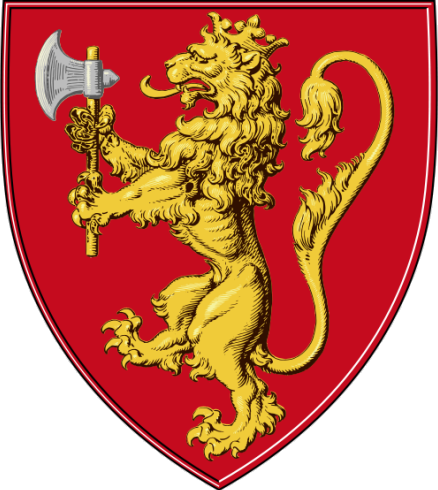
Armas do Reino da Noruega

Nobreza norueguesa e aristocracia são pessoas e famílias que nos primeiros tempos pertenceram ao social supremo, a classe política e militar e que depois eram membros da institucionalizada nobreza do Reino da Noruega. Ele tem suas raízes históricas no grupo de caciques e guerreiros que se desenvolveram antes Noruega foi unificado como um único reino. No entanto, no tempo moderno o enobrecimento dos agricultores e burgueses, bem como de nobres estrangeiros forneceu a nobreza com membros que não se originou a partir da classe guerreiro antigo. 
A velha nobreza, que no século XIII foi institucionalizada durante a formação do Estado norueguês, tornou-se um grande fator político no reino. Suas terras e suas forças armadas, e também seu poder legal como membros do Conselho do Reino, fez a nobreza notavelmente independente do rei. Quando ele estava no auge, o município tinha o poder de escolher ou para reconhecer pretendentes ao trono. Às vezes até mesmo escolheu seus líderes próprio conselho como regentes, por exemplo Sigurd Jonsson (Stjerne) para Sudreim. Este poder aristocrático durou até a Reforma, quando o rei em 1536 aboliu o conselho. Isto removeu quase todos de fundação política da nobreza, e quando a monarquia absoluta foi introduzido em 1660, a antiga nobreza basicamente desapareceu de instituições governamentais. 
Após 1537, a velha nobreza, foi gradualmente substituída por uma nova. Consistia em um lado da medievais famílias dinamarquesas nobres de se mudar para a resolução e na Noruega, sendo assim novo, no reino, e por outro lado de pessoas que tinham sido recentemente enobrecido. Elementos dominantes na nova nobreza eram a nobreza de escritório (norueguês : embetsadel), ou seja, pessoas que por eles detidou altos cargos civis ou militares, receberam o status de nobre por si mesmos, suas esposas e filhos, e em alguns casos também para os descendentes patrilineares, e a nobreza carta (norueguês : brevadel), especialmente proeminente no século XVIII, ou seja, pessoas que por conquistas militares ou artísticas ou por doações em dinheiro receberam a carta-patente. 
A Constituição da Noruega de 1814, que tinha sido estabelecido no espírito dos princípios da Revolução Francesa e muito inspirado na Constituição dos Estados Unidos, proibiu a criação de nova nobreza, incluindo condados e baronatos, propriedades familiares e caudas de honorários. Em 1821 a Lei da Nobreza iniciou uma abolição de longo alcance de todos os títulos de nobreza e privilégios, um processo em que os portadores atuais foram autorizados a manter seu status nobre e títulos possíveis, bem como alguns privilégios para o resto de sua vida. Muitos noruegueses que tinham status de nobre na Noruega também tinham na Dinamarca, e assim permaneceram oficialmente nobres. Ainda hoje, muitos descendentes patrilineares dessas famílias desfrutam de reconhecimento oficial do governo dinamarquês e estão incluídos no Anuário da Nobreza dinamarquesa, publicado pela Associação da Nobreza dinamarquesa. 
Mesmo que os privilégios concedidos oficialmente foram abolidos e reconhecimento oficial dos títulos foi removido, muitas famílias mantiveram um perfil aristocrático, por exemplo, o casamento com outras pessoas da nobreza, e ainda ter seu nome herdado e brasão de armas. Após 1821 e até a Segunda Guerra Mundial, os membros dessas famílias continuaram a desempenhar um papel significativo na vida política e social do país. Hoje, essa classe social é um fator marginal na comunidade, culturalmente e socialmente e politicamente. Muitas famílias, como Løvenskiold, Treschow, e Wedel-Jarlsberg, ainda possuem uma riqueza considerável. 

## Literatura
- Lars Løberg: «Norsk adel, hadde vi det?», Genealogen 2/1998, s. 29-32. Kilder Genealogi.no
- Fabritius, Albert: Danmarks Riges Adel, Kbh. 1946
- Trætteberg, Hallvard (1933): Norske By- og Adelsvåben, som imidlertid idag særlig har betydning som et heraldisk verk.
- Lexicon over adelige Familier i Danmark, Norge og Hertugdømmerne, utgitt heftevis fra 1782 av Det kgl danske genealogiske og heraldiske Selskab, København 1813 (siste hefte)
- G. Munthe: «Heraldisk-historiske Optegnelser, eller Tillæg og Rettelser til det af «det danske genealogisk-heraldiske Selskab» fra 1782 til 1813 udgivne Adels-Lexicon», Samlinger til det norske folks Sprog og Historie, bind 3 og 4, Christiania 1835–1836 (med opplysninger om en del personer fra A-J)
- Huitfeldt-Kaas, H.J.: «De nulevende Adelsslægter i Norge», Historisk Tidsskrift, 2. Række 5. Bind, Kristiania 1886, side 145–161, med avgrensning og opplisting av slekter
- A. Thiset og P.L. Wittrup: Nyt dansk Adelslexikon, København 1904 (med flere norske slekter og en sterk reduksjon av antallet i leksikonet fra 1813)
- Nils G. Bartholdy: «Adelsbegrebet under den ældre enevælde – sammenhengen med privilegier og rang i tiden 1660–1730», (dansk) Historisk Tisskrift, 12. række bind V hæfte 3, København 1971 (med kritikk mot avgrensningen av slekter hos Thiset og Wittrup)
- Achen, S. T.: Danske adelsvåbener, København 1973 (med tegninger av våpnene til slektene i Thiset og Wittrup)
- Harald Nissen og Terje Bratberg: Schønings våpenbok – Gamle Norske Adel Efter et gammelt Manuskript Assessor Ifver Hirtzholm tilhørende, Pirforlaget, Trondheim 2013
- Steffens, Haagen Krog: Norske Slægter 1912
- Steffens, Haagen Krog: Norske Slægter 1915
- Norsk Slektskalender Bind 2 (1951): Norsk Slektshistorisk Forening.
- von Rappe, Otto Friedrich: Innberetning fra stiftamtmann i Aggershus stift, om adelige familier. (1747)
- Biskop N. Dorphs fortegnelse på de adelige familier i Akershus stift. (1749)
- Klevenfeldt, T: "Stifts Relationer om Adelige i Danmark og Norge" (1747-1749)